# Света Ксения (Солун)
„Света преподобна Ксения“ (на гръцки: Οσίας Ξένη) е православна църква в македонския град Солун, Гърция, част от Солунската епархия на Вселенската патриаршия, под управлението на Църквата на Гърция.
Храмът е разхположен в квартала Харилау, на улица „Мараслис“ № 59. Основният камък е положен през 1953 г. и е осветена от митрополит Пантелеймон I Солунски на 16 юни 1967 година. В архитектурно отношение е кръстовиден храм с купол, дело на архитект Йоанис Тирандафилидис. В храма се пазят мощи на Света Ксения Римлянка. Мраморният иконостас и иконите са дело на светогорското ателие на Пахомеите. В 1985 година в двора на храма е построен културен център.
Параклис на църквата е старият храм „Света Ксения и Свети Нектарий“, разположен на улица „Папанастасиос“ № 27.